# Nome de Kavála
Le nome de Kavála (en grec : νομός Καβάλας / nomós Kaválas) était un nome de la Grèce situé dans la périphérie de Macédoine-Orientale-et-Thrace.
La capitale du nome était Kavala.
Les nomes ayant disparu en 2010 dans le cadre du programme Kallikratis, il a été scindé en deux districts régionaux, ceux de Kavala et de Thasos, tandis que les municipalités fusionnaient.

## Anciennes municipalités

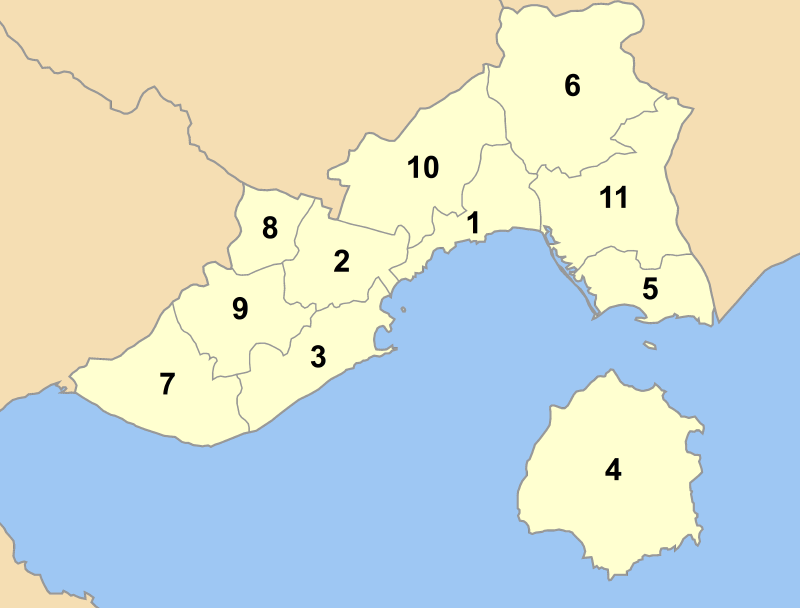
Les anciennes municipalités du nome de Kavala

| Dème           | YPES code | Chef-lieu (si nom différent) | Code postal | Préfixe tel. |
| -------------- | --------- | ---------------------------- | ----------- | ------------ |
| Chrysoúpoli    | 2311      |                              | 642 00      | 25920-2      |
| Eleftheres     | 2301      | Nea Peramos                  | 640 07      | 25940-2      |
| Eleftheroupoli | 2302      |                              | 641 00      | 25940-2      |
| Filippoi       | 2310      | Krinides                     | 640 03      | 2510-51      |
| Kavala         | 2304      |                              | 650 - 655   | 2510         |
| Keramoti       | 2305      |                              | 640 11      | 25910-5      |
| Oreino         | 2306      | Lekani                       | 640 09      | 25910-5      |
| Orfani         | 2307      | Galipsos                     | 640 08      | 25920-4      |
| Pangaio        | 2308      | Nikisiani                    | 640 01      | 25920-6      |
| Piereon        | 2309      | Moustheni                    | 640 08      | 25920-9      |
| Thasos         | 2303      |                              | 640 04      | 25930-2      |